# Polynéri (ort i Grekland, Thessalien)
Polynéri är en ort i Grekland.   Den ligger i prefekturen Trikala och regionen Thessalien, i den centrala delen av landet, 260 km nordväst om huvudstaden Aten. Polynéri ligger 760 meter över havet och antalet invånare är 221.
Terrängen runt Polynéri är varierad. Polynéri ligger nere i en dal. Runt Polynéri är det mycket glesbefolkat, med 6 invånare per kvadratkilometer. Närmaste större samhälle är Theodóriana, 13,9 km väster om Polynéri. Omgivningarna runt Polynéri är en mosaik av jordbruksmark och naturlig växtlighet.